# Süderholz
Süderholz là một đô thị tại huyện Vorpommern-Rügen (trước thuộc huyện Nordvorpommern), bang Mecklenburg-Vorpommern, miền bắc nước Đức.

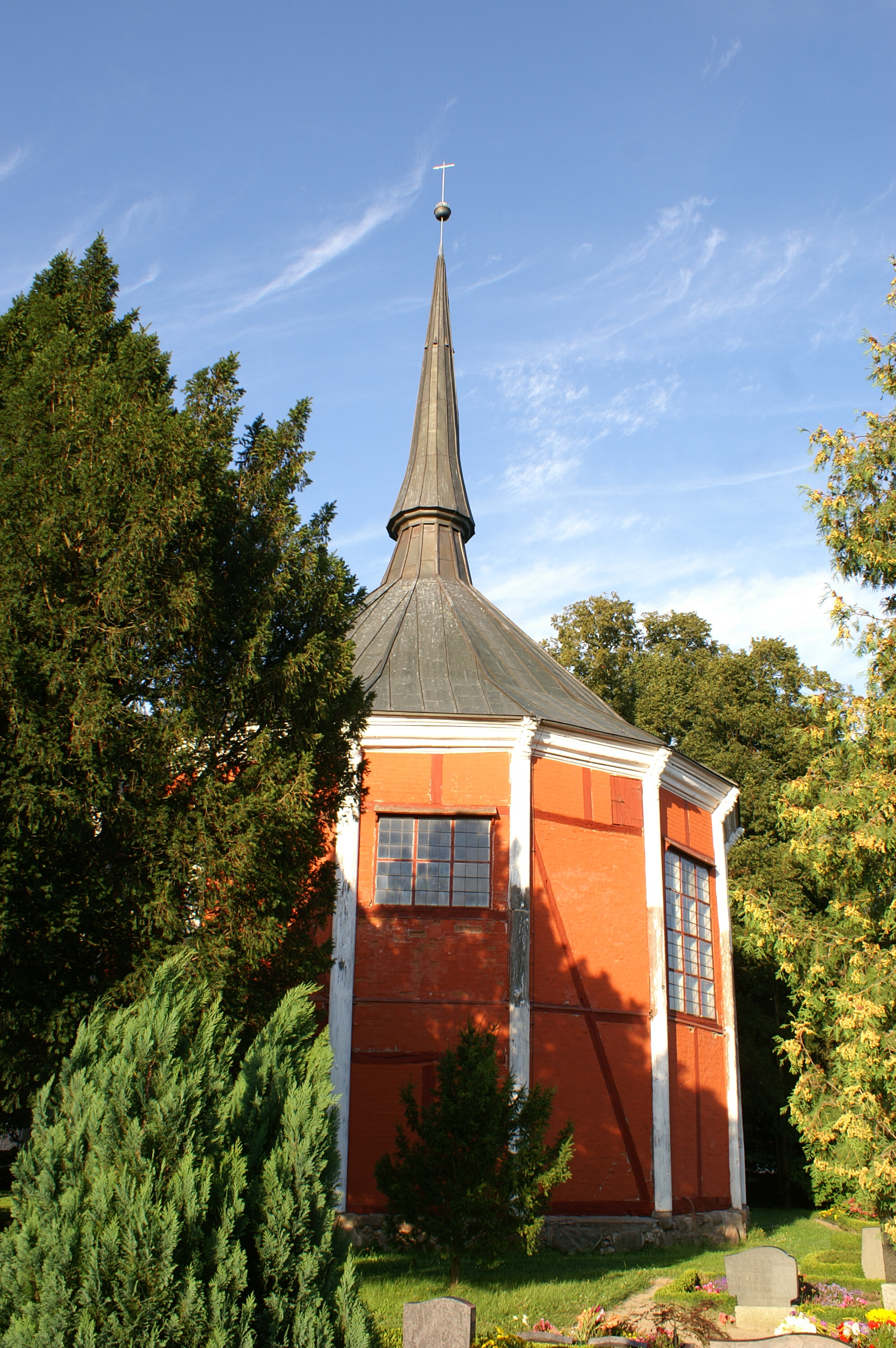
Chapel in Griebenow

Bản mẫu:Pomerania